# Ioana Mureșan
Ioana Mureșan (n. 22 iunie 1971, Cluj, România) este o fostă jucătoare română de volei, retrasă din activitate. Ea a făcut parte din echipa națională de volei feminin a României.
A participat la Campionatul Mondial Feminin de Volei FIVB din 1994, în Brazilia. La nivel de club a jucat la Petrodava Piatra Neamț.

## Cluburi
- Petrodava Piatra Neamț (1994)